# Elisabeth von Ardenne
Elisabeth Freiin von Ardenne z domu von Plotho (ur. 26 października 1853 w Zerben, zm. 4 lutego 1952 w Lindau (Bodensee)) – niemiecka arystokratka, pielęgniarka, pierwowzór głównej bohaterki powieści Effi Briest.

## Życiorys
Była najmłodszym z pięciorga dzieci Felixa von Plotho (1822–1864) i Marii z domu von Welling. Otrzymała wykształcenie muzyczne.
W 1873, po 2 latach narzeczeństwa, wyszła za Armanda Léona von Ardenne (1848–1919). Para przeniosła się do Lützowufer niedaleko berlińskiego zoo. Kiedy mąż skończył studia w Akademii Wojennej, przenieśli się do Rathenow, następnie do Metz. W 1877 para wraz z dziećmi Margot i Egmontem osiedliła się w Düsseldorfie. Tam baronowa nawiązała kontakty ze stowarzyszeniem artystów Malkasten. Należał do niego sędzia okręgowy Emil Hartwich (1843–1886), malarz amator. Namalował m.in. olejne portrety Elżbiety von Ardenne i jej syna. Nieszczęśliwy w małżeństwie Hartwich zaprzyjaźnił się z baronową, tak jak wcześniej nawiązał przyjacielską relację z jej mężem.
Na kilka miesięcy von Ardennowie zamieszkali w Metz. W 1881 wrócili w okolice Düsseldorfu i zamieszkali w zamku Benrath. Przyjaźń między rodzinami Ardennów i Hartwichów rozwijała się. Baronowa i sędzia prowadzili ożywioną korespondencję nawet po przeprowadzce Elisabeth do Berlina, gdy jej mąż otrzymał posadę w Ministerstwie Wojny.
Latem 1886, w czasie pobytu Hartwicha w Berlinie, kochankowie podjęli decyzję o rozwodach z małżonkami, a następnie pobraniu się. Baron von Ardenne odkrył ich związek i złożył pozew o rozwód, wykorzystując odnalezione listy jako dowód przeciwko żonie. W dniu 27 listopada 1886 stoczył pojedynek z Hartwichem, który odbił się szerokim echem w prasie. Sędzia zmarł 1 grudnia w wyniku odniesionych obrażeń. Ardenne, choć skazany na 2 lata więzienia, odsiedział tylko 18 dni.
W wyniku rozwodu 15 marca 1887 Elisabeth von Ardenne została pozbawiona opieki nad dziećmi. Jej nazwisko zostało czasowo usunięte z kronik rodzinnych. Po latach dzieci próbowały ją odnaleźć: córka Margot w 1904, syn Egmont w 1909. Do ponownego spotkania z dziećmi doszło po 20 latach.
Po rozwodzie wyjechała do Bad Boll na spotkanie z kaznodzieją Christophem Blumhardtem. Zachęcił ją do kształcenia w zawodzie pielęgniarki. Po zakończeniu nauki pracowała w sanatoriach na terenie południowych Niemiec, Szwajcarii, Śląska i Berlina-Zehlendorf. Dużo czasu spędzała z pacjentami z zaburzeniami psychicznymi. Od 1915 była stałą towarzyszką chorej psychicznie Margarethe Weyersberg.
Od 1918 do śmierci mieszkała w Lindau nad Jeziorem Bodeńskim. Według niektórych opracowań córka zamożnego fabrykanta, Daisy Weyersberg (1878–1971), nie była chorą psychicznie pacjentką baronowej, a jej partnerką.
W wieku 60 lat Elisabeth von Ardenne nauczyła się jeździć na nartach, 20 lat później zaczęła jeździć na rowerze.
Została pochowana w grobowcu na południowo-zachodnim cmentarzu kościelnym w Stahnsdorf, na obrzeżach Berlina. Nagrobek wystawiły władze miasta. W 1996 rodzina przeniosła jej prochy do posiadłości w Dreźnie, ale rok później administracja berlińskiego cmentarza sprowadziła nagrobek do Stahnsdorf.
Wnukiem Elisabeth von Ardenne był fizyk Manfred von Ardenne. Inny wnuk, Ekkehard, dowodził kompanią późniejszego prezydenta Niemiec Richarda von Weizsäckera (w latach 1938–1939 służył jako porucznik w 9. pułku piechoty w Poczdamie). W 1946 Elisabeth von Ardenne powierzyła wnukowi Manfredowi swoją spuściznę, w tym listy od Hartwicha.

## Upamiętnienie
Jej historia zainspirowała fabułę książki Effi Briest Theodore'a Fontane'a.
W 1981 powstał film telewizyjny Baronowa (Die Baronin) w reżyserii Lutza Büschera.